# Pion (schaken)

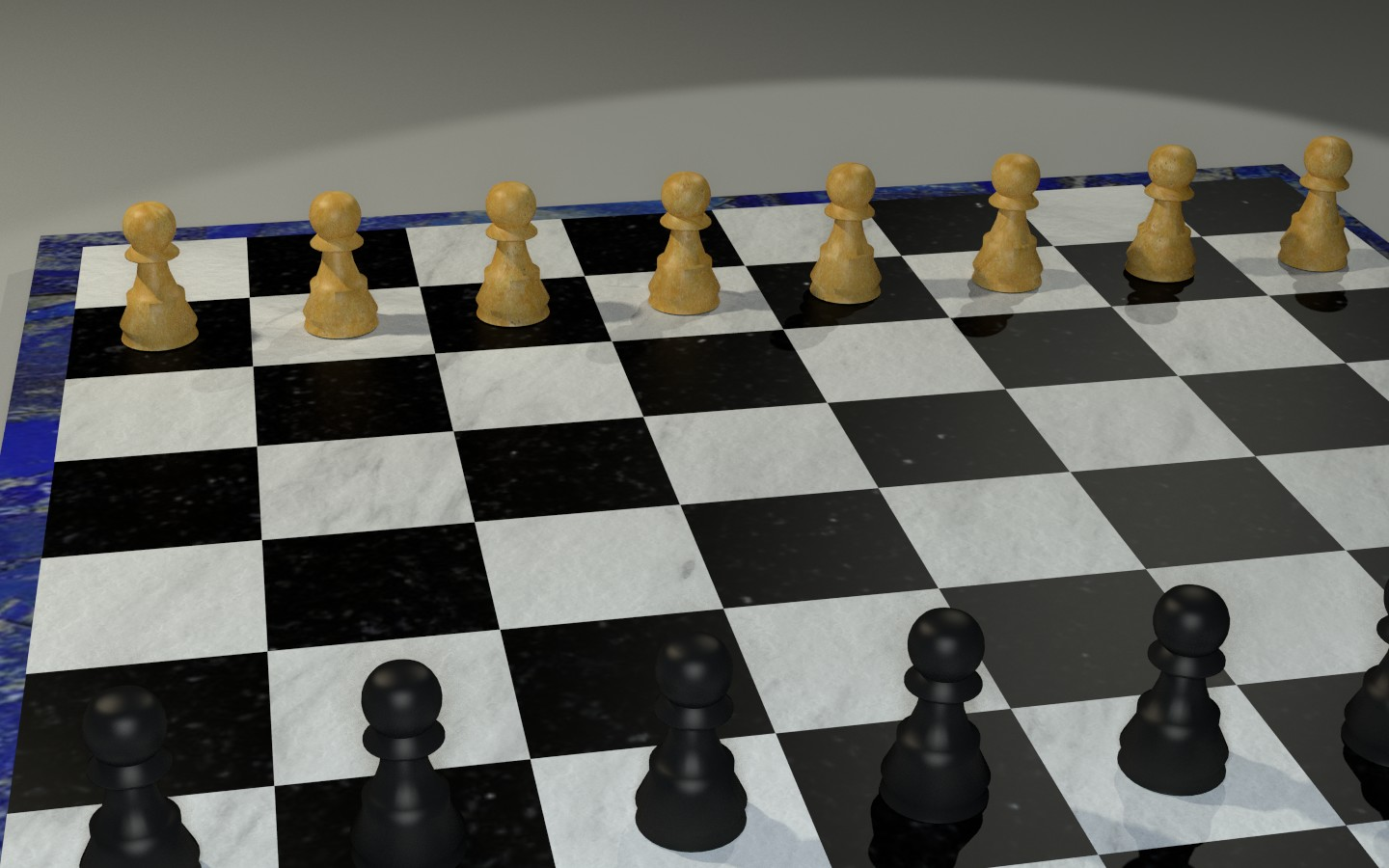
Alle pionnen in de uitgangspositie

De pion is een van de stukken van het schaakspel. Soms rekent men de pionnen niet tot de stukken: men spreekt dan van stukken versus pionnen.
Elke speler heeft aan het begin van het spel acht pionnen tot zijn beschikking. In de beginstand staan de witte pionnen op de tweede rij en de zwarte pionnen op de zevende rij opgesteld.

## Benamingen
De pionnen worden vaak aangeduid naar de lijn waarop ze staan, bijvoorbeeld c-pion.
Andere benamingen zijn:
- Randpion (a en h)
- Vleugelpion (a, b, c, f, g, h)
- Centrumpion (d en e)

Ook worden ze benoemd naar het stuk dat oorspronkelijk op die lijn stond. De c- en f-pionnen zijn dus bijvoorbeeld loperpionnen.

## Loop van de pion
Voor elk van de andere schaakstukken geldt dat het in elke richting op dezelfde wijze verplaatst kan worden en andere stukken kan slaan. De pion verschilt daar in diverse aspecten van:
- De pion kan alleen in de richting van de tegenstander verplaatst worden. De pion is hiermee ook het enige schaakstuk dat nooit achteruit op het bord mag bewegen.
- De pion gaat per zet niet meer dan één veld vooruit. Een uitzondering hierop geldt als hij nog in de beginpositie staat, dan kan hij een of twee velden recht vooruit geplaatst worden.
- Een pion kan alleen recht vooruit gaan als het bestemmingsveld leeg is; bij een zet vanuit de beginpositie geldt dit ook voor het tussenliggende veld. Om een stuk te slaan gaat de pion één veld (nimmer twee) schuin vooruit, en zo'n schuine zet is alleen mogelijk als er daadwerkelijk een stuk geslagen wordt. Dit wordt ook wel samengevat als: "Een pion loopt recht en slaat schuin".
- Een bijkomende regel is het en passant slaan. Als een pion vanuit zijn beginpositie twee velden vooruitgaat en daardoor naast een vijandelijke pion komt te staan, kan hij in de zet direct daarna door die vijandelijke pion geslagen worden alsof hij maar één veld vooruit was gegaan.

## Promotie
Als een pion de achterste rij bereikt, dan moet hij direct promoveren tot een zwaarder stuk van dezelfde kleur. Dit is naar keuze een dame, toren, loper of paard; een koning kiezen is niet mogelijk. Meestal wordt de dame gekozen; zodoende kunnen meerdere dames van dezelfde kleur op het bord verschijnen. Als een van de andere drie stukken wordt gekozen, heet dat een minorpromotie.

## Beperkingen
Doordat een pion op de tweede rij begint en alleen vooruit mag bewegen, kan hij nooit op de eerste rij staan. Vanwege de promotieregel kan hij tevens nooit op de laatste rij staan.
Vanwege het feit dat een eerdere positie van een pion in het spel nooit hersteld kan worden, zegt men ook wel dat een zet met een pion onomkeerbaar is. Een zet met een pion dient dan ook zeer bedachtzaam uitgevoerd te worden, aangezien zo'n zet steeds leidt tot structurele ('statische') veranderingen in de stelling.

## Sterkte
Een pion heeft een relatieve waarde van een punt en is in dit opzicht het zwakste stuk van het hele schaakspel. Deze waarde zegt echter weinig, omdat de feitelijke waarde van de pion in hoge mate van de stelling op het bord afhangt. Zo neemt de waarde bijvoorbeeld toe naarmate de pion zich verder over het bord verplaatst en de kans op promotie dus toeneemt (zie ook vrijpion). Een pionduo is veel sterker en dus van grotere waarde dan een enkele pion.
De relatieve waarde van de pion geldt daarnaast als ijkpunt voor de waarden van de overige schaakstukken.

## Speciale situaties

### Dubbel-/tripelpion
Wanneer twee pionnen van dezelfde kleur zich op één lijn bevinden, heet dit een dubbelpion. Wanneer dit er drie zijn, heet dit een tripelpion. Meerdere pionnen van dezelfde kleur op één lijn gelden meestal als zwak, omdat ze elkaar in deze opstelling niet kunnen dekken.

### Pionnenketen
Een pionnenketen of -ketting is een formatie van gelijkgekleurde pionnen waarbij deze via een diagonaal of via een rechte lijn met elkaar verbonden zijn.

### Geïsoleerde pion
Van een geïsoleerde pion is sprake wanneer er bij een pion geen andere pionnen van dezelfde kleur op aangrenzende lijnen staan.

## Strategie
Hoewel een pion relatief weinig waarde heeft, speelt hij toch een belangrijke rol in het schaakspel. Juist door de geringe waarde kan een pion doorgaans niet tegen een ander stuk geruild worden zonder dat de speler er materieel op achteruit gaat. Daarnaast kunnen stukken zich achter pionnen verschuilen, en daarmee de stukken van de tegenstander blokkeren. In het middenspel worden soms gevechten uitgevochten om één pion omdat dit, vooral op hoog niveau, doorslaggevend kan zijn.

## Figuurlijk gebruik
Omdat een pion in het schaakspel minder waarde heeft dan andere stukken, wordt de benaming pion ook wel overdrachtelijk gebruikt om relatief onbelangrijke personen aan te duiden.